# Az USA szövetségi országúthálózata

Az Egyesült Államok jelenlegi autóút-hálózata
Bíbor: US állami autópályák
Narancs: államközi autópályák

Az USA szövetségi országutai (US Numbered Highways) az Egyesült Államok egyik országút-hálózata. Az ország autóút-hálózatának szerves részét képezik. Az államközi autópályák után a legmagasabb rendű autóutak. A fenntartásukért azok az államok felelősek, ahol az út áthalad; emiatt is szokták őket néha szövetségi autópályáknak is nevezni.

## Tulajdonságok
Általánosságban véve az állami autópályák nem rendelkeznek általános szabvánnyal, mint például az államközik. Ennek egyik oka, hogy sok állami városon is áthalad. A forgalmasabb alagutakat és hidakat leszámítva a legtöbb szakasz ingyenesen használható. Ez alól kivételt képeznek az alábbi utak, melyek teljes egésze fizetős:
- U.S. Route 51
- U.S. Route 278
- U.S. Route 412

Az állami autópályák pajzsa

A számozás rendszere viszonylag egyszerű. A kelet-nyugat irányú utak végződése páros, míg az észak-dél irányú utak végződése páratlan szám. Ha útközben megváltoztatja az irányát, úgy mindig a két vége közötti irányt kell nézni. Ha nem állapítható meg, hogy a négy égtáj közül melyik is pontosan (mert például északkelet-délnyugat irányról van szó), akkor az első számjegy mutatja az észak-déli, míg a második a kelet-nyugati irányt. Alapjában véve minden út két számjegyű. A három számjegyű utak ún. alárendelt utak, hasonlóan az államközi autópályáknál. Az alárendelt utak mindig az ún. szülőutakból indulnak ki vagy ott végződnek. Ha bármilyen ok (például a táj) miatt nem lehet kiépíteni a kétirányú sávokat, úgy a két irány egymástól távol található, éppen emiatt léteznek, észak, dél, kelet, nyugat irányú autóutak (például: US 6W – nyugati irányú US 6).

## Autópályák

### Megszűnt
Az alábbi táblázat a már megszűnt autópályákat tartalmazza:

### Jelenleg
Az alábbi táblázat a jelenlegi autópályákat tartalmazza:

## Fordítás
- Ez a szócikk részben vagy egészben  az   United States Numbered Highways című angol Wikipédia-szócikk fordításán alapul.  Az eredeti cikk szerkesztőit annak laptörténete sorolja fel. Ez a jelzés csupán a megfogalmazás eredetét és a szerzői jogokat jelzi, nem szolgál a cikkben szereplő információk forrásmegjelöléseként.

## Külső hivatkozások
- AASHTO Special Committee on U.S. Route Numbering
- U.S. Numbered Highways – 1989 Edition (AASHTO)
- Highway History – Other Articles (Federal Highway Administration)
- U.S. Highways: From US 1 to (US 830)
- US Highway Ends: maps and terminus photos